# Regering-Huysmans
De regering-Huysmans (3 augustus 1946 - 20 maart 1947) was een Belgische regering. De regering bestond uit de BSP/PSB (64 zetels), de Liberale Partij (33 zetels), en de KPB/PCB (9 zetels). Deze regering was de laatste regering in de Belgische geschiedenis waar communisten in vertegenwoordigd waren.
Ze volgde de regering-Van Acker III op nadat het ontslag had genomen vanwege de interpellatie van de minister van Justitie Adolphe Van Glabbeke (LP) en werd opgevolgd door de regering-Spaak III nadat de communisten uit de meerderheid waren gestapt. De communistische ministers hadden ontslag genomen na een conflict over de steenkoolprijzen en de houding van de regering ten opzichte van de mijnbouwbedrijven.

## Samenstelling
De regering bestond uit 19 ministers. De BSP/PSB had er 7, de Liberale Partij 6 en de KPB/PCB 4. Daarnaast waren er nog 2 experts in de regering.
| Ambtsbekleder | Ambtsbekleder | Ambtsbekleder                 | Functie                                            | Partij                      |
| ------------- | ------------- | ----------------------------- | -------------------------------------------------- | --------------------------- |
|               |               | Camille Huysmans (1871-1968)  | Eerste minister                                    | BSP-PSB                     |
|               |               | Paul-Henri Spaak (1899-1972)  | Minister Buitenlandse Zaken en Buitenlandse Handel | PSB-BSP                     |
|               |               | Albert Lilar (1900-1976)      | Minister Justitie                                  | Liberale Partij             |
|               |               | Auguste Buisseret (1888-1965) | Minister Binnenlandse Zaken                        | Liberale Partij             |
|               |               | Albert Marteaux (1886-1949)   | Minister Volksgezondheid en Gezin                  | KPB-PCB                     |
|               |               | Herman Vos (1889-1952)        | Minister Openbaar Onderwijs                        | BSP-PSB                     |
|               |               | Jean Vauthier (1888-1980)     | Minister Financiën                                 | extraparlementair           |
|               |               | René Lefebvre (1893-1976)     | Minister Landbouw                                  | Liberale Partij             |
|               |               | Jean Borremans (1911-1968)    | Minister Openbare Werken                           | KPB-PCB                     |
|               |               | Henri Liebaert (1895-1977)    | Minister Economische Zaken                         | Liberale Partij             |
|               |               | Léon-Eli Troclet (1902-1980)  | Minister Arbeid en Sociale Voorzorg                | PSB-BSP                     |
|               |               | Ernest Rongvaux (1881-1964)   | Minister Verkeerswezen                             | PSB-BSP                     |
|               |               | Raoul de Fraiteur (1895-1984) | Minister Landsverdediging                          | extraparlementair           |
|               |               | Robert Godding (1883-1953)    | Minister Koloniën                                  | Liberale Partij             |
|               |               | Edgard Lalmand (1894-1965)    | Minister Ravitaillering                            | KPB-PCB                     |
|               |               | Paul Kronacker (1897-1994)    | Minister Invoer                                    | Liberale Partij             |
|               |               | Joseph Merlot (1886-1959)     | Minister Begroting                                 | PSB-BSP                     |
|               |               | Paul De Groote (1905-1997)    | Minister 's Lands Wederuitrusting                  | extraparlementair (PSB-BSP) |
|               |               | Jean Terfve (1907-1978)       | Minister Wederopbouw                               | KPB-PCB                     |